# Rhyacophila braaschi
Rhyacophila braaschi là một loài Trichoptera trong họ Rhyacophilidae. Chúng phân bố ở miền Cổ bắc.